# Vuelta al Táchira 2012
La 47ª edición de la Vuelta al Táchira se disputó desde el 13 hasta el 22 de enero de 2012.
Perteneció al UCI America Tour 2011-2012, siendo la octava competición del calendario ciclista internacional americano. El recorrido contó con 10 etapas y 1342 km, transitando por los estados Barinas, Mérida y Táchira.
El ganador fue el venezolano Jimmy Briceño del equipo Lotería del Táchira, quien fue escoltado en el podio por Rónald González y Manuel Medina.
Las clasificaciones secundarias fueron; Jimmy Briceño ganó la clasificación por puntos, Manuel Medina la montaña, el sprints para Arthur García, el sub-23 para Jonathan Salinas y la clasificación por equipos la ganó Lotería del Táchira.

## Equipos participantes
Participaron 16 equipos conformados por entre 6 y 8 corredores, de los cuales nueve fueron venezolanos y siete extranjeros con equipos de Rusia, México, Colombia, Países Bajos y Cuba. Iniciaron la carrera 94 ciclistas de los que finalizaron 65.
| - Lotería del Táchira - Cauchos Guayana - Kino Táchira - Drodínica - Gobernación del Zulia - Alcaldía de Maracaibo - Alcaldía Valera - Cauchos Guayana - Osorio Motos - Gobernación de Carabobo - Gobernación del Táchira - Fegaven - Ejército Bolivariano | - RusVelo - Arenas Sicesa Danfer - Transtur - Mineralex - Movistar Team Continental - Koopmans Cycling Team - Selección Nacional de Cuba |

## Etapas
| Etapa | Fecha       | Recorrido                             | Km    | Ganador         | Líder           |
| 1ª    | 13 de enero | Circuito en Barinas                   | 127,4 | Miguel Ubeto    | Miguel Ubeto    |
| 2ª    | 14 de enero | Santa Bárbara - Santa Ana del Táchira | 160,7 | Tomás Gil       | Tomás Gil       |
| 3ª    | 15 de enero | Circuito en San Cristóbal             | 115,2 | Rónald González | Tomás Gil       |
| 4ª    | 16 de enero | Rubio - Bramón                        | 119,7 | Luis Díaz       | Tomás Gil       |
| 5ª    | 17 de enero | San Josecito - San Juan de Colón      | 128,5 | Freddy Vargas   | Edwin Becerra   |
| 6ª    | 18 de enero | La Fría - Mérida                      | 159,7 | Rónald González | Rónald González |
| 7ª    | 19 de enero | Lagunillas - La Grita                 | 168,7 | Nelson Camargo  | Jimmy Briceño   |
| 8ª    | 20 de enero | Seboruco - Cerro El Cristo            | 129   | Jimmy Briceño   | Jimmy Briceño   |
| 9ª    | 21 de enero | Táriba - Casa del Padre               | 114,2 | Manuel Medina   | Jimmy Briceño   |
| 10.ª  | 22 de enero | San Rafael del Piñal - San Cristóbal  | 118,6 | Juan Murillo    | Jimmy Briceño   |

## Clasificaciones finales

### Clasificación general
| Posición | Ciclista              | Equipo                    | Tiempo     |
| 1º       | Jimmy Briceño         | Lotería del Táchira       | 34:39:54   |
| 2º       | Rónald González       | Lotería del Táchira       | + 00:01:02 |
| 3º       | Manuel Medina         | Gobernación del Zulia     | + 00:02:21 |
| 4º       | José Chacón           | Lotería del Táchira       | + 00:05:44 |
| 5º       | Yeisson Delgado       | Kino Táchira - Drodínica  | + 00:06:36 |
| 6º       | Edwin Becerra         | Gobernación del Zulia     | + 00:06:40 |
| 7º       | Jonathan Camargo      | Gobernación del Zulia     | + 00:06:50 |
| 8º       | Carlos Gálviz         | Movistar Team Continental | + 00:07:13 |
| 9º       | José Alirio Contreras | Lotería del Táchira       | + 00:08:02 |
| 10º      | Freddy Vargas         | Kino Táchira - Drodínica  | + 00:08:19 |

### Clasificación por puntos
| Posición | Ciclista        | Equipo                | Puntos |
|          | Jimmy Briceño   | Lotería del Táchira   | 131    |
| 2º       | Rónald González | Lotería del Táchira   | 124    |
| 3º       | Manuel Medina   | Gobernación del Zulia | 118    |

### Clasificación de la montaña
| Posición | Ciclista        | Equipo                | Puntos |
|          | Manuel Medina   | Gobernación del Zulia | 52     |
| 2º       | Jimmy Briceño   | Lotería del Táchira   | 40     |
| 3º       | Rónald González | Lotería del Táchira   | 20     |

### Clasificación Sprint
| Posición | Ciclista       | Equipo                                                   | Puntos |
|          | Arthur García  | Kino Táchira - Drodínica                                 | 48     |
| 2º       | Wilmen Bravo   | Cauchos Guayana - Osorio Motos - Gobernación de Carabobo | 34     |
| 3º       | Nelson Camargo | Ejército Bolivariano                                     | 14     |

### Clasificación sub-23
| Posición | Ciclista         | Equipo                   | Tiempo     |
|          | Jonathan Salinas | Kino Táchira - Drodínica | 34:48:29   |
| 2°       | Nelson Camargo   | Ejército Bolivariano     | + 00:11:35 |
| 3°       | José Duarte      | Fegaven                  | + 00:37:00 |

### Clasificación por equipos
| Posición | Equipo                | Tiempo     |
|          | Lotería del Táchira   | 104:05:50  |
| 2º       | Gobernación del Zulia | + 00:02:51 |
| 3º       | Kino Táchira          | + 00:14:22 |